# Jirlău
Jirlău è un comune della Romania di 3 337 abitanti, ubicato nel distretto di Brăila, nella regione storica della Muntenia.
Il comune è formato dall'unione di 2 villaggi: Brădeanca e Jirlău.